# リップスティック (映画)
『リップスティック』（原題：Lipstick）は、1976年のアメリカ映画。アメリカで社会問題化しているレイプをテーマに、抑圧された現代社会に潜む暴力を描く。
アーネスト・ヘミングウェイの孫で女優のマーゴ・ヘミングウェイとマリエル・ヘミングウェイが姉妹共演。マリエルのデビュー作品である。

## あらすじ
トップモデルのクリスは妹のキャシーから、彼女の音楽教師ゴードンを紹介される。
後日、クリスの部屋を訪れたゴードンは突如豹変、彼女に赤い口紅を塗りたくったうえでレイプした。
クリスはゴードンを告訴するが、彼の巧み且つ不当な戦術によって無罪となる。
ゴードンはその後キャシーをもレイプ、怒りが頂点に達したクリスは銃をとり、ゴードンを射殺するのだった。

## スタッフ
- 監督：ラモント・ジョンソン
- 製作：フレディ・フィールズ
- 脚本：デヴィッド・レイフィール
- 撮影：ビル・バトラー
- 音楽：ミッシェル・ポルナレフ
- 衣裳：ジョディ・リン・ティレン

## キャスト
| 役名       | 俳優                     | 日本語吹替   | 日本語吹替   |
| 役名       | 俳優                     | 日本テレビ版 | テレビ東京版 |
| ---------- | ------------------------ | ------------ | ------------ |
| クリス     | マーゴ・ヘミングウェイ   | 高橋ひろ子   | 佐々木優子   |
| ゴードン   | クリス・サランドン       | 池田秀一     | 堀内賢雄     |
| キャシー   | マリエル・ヘミングウェイ |              | 伊藤美紀     |
| マーティン | ジョン・ベネット・ペリー |              | 津田英三     |
| スティーヴ | ペリー・キング           |              | 戸谷公次     |
| 弁護士     | ロビン・ガンメル         |              | 千田光男     |
| カーラ検事 | アン・バンクロフト       |              | 谷育子       |

- 日本テレビ版：初回放送1980年12月10日『水曜ロードショー』
- テレビ東京版：初回放送1991年9月12日『木曜洋画劇場』